# Česká softballová asociace
Česká softballová asociace (ČSA, anglicky: Czech softball association) je sdružení, zabývající se organizací softballových událostí na území ČR.

## Historie
Základ československého softballu se datuje do roku 1919, kdy plzeňský profesor Machotka (Čech z americké Omahy) vedl kurs playgroundballu, ze něhož se později vyvinul softball. Dalším mužem, který se o rozvoj této hry u nás zasloužil nejvíce, byl Joe (Josef) First. Na přelomu 50. a 60. let 20. století se začíná softball hrát i v neorganizovaných turnajích v Praze, v Brně, v Přerově či v Hradci Králové.
Velký zlom v historii československého a českého softballu navíc přišl v roce 1992, kdy se organizačně odděluje od baseballu. Česká softballová asociace byla založena v roce 1993 po zániku Federálního svazu softballu a baseballu, který souvisel s rozpadem Československa.

## Činnost
ČSA se zabývá registrací hráčů softballu, pořádáním turnajů a mistrovství ČR. Všechny softballové týmy působící na území ČR zde musí být zaregistrovány.

## Soutěže
- Softball na letních olympijských hrách (1996 - 2008)
- Světové hry (1981, 1985, 2009, 2013, 2017)
- Mistrovství světa
- Mistrovství světa žen
- Mistrovství světa juniorů

### Domácí
- Extraliga mužů
- Extraliga žen